# Từ thuần Việt
Từ thuần Việt là những từ do người Việt sáng tạo, và như thế, là những từ có nguồn gốc nội sinh.